# SN 1939C
SN 1939C是烟花星系中的一颗超新星，首先由弗里茨·兹威基于1939年7月17日发现。它的赤经为20:34:23.0，赤纬是+60:09:37.3，位于215"W、24"N的烟花星系中心区域。它的亮度最大时达到13.0等。